# Assi Nortia

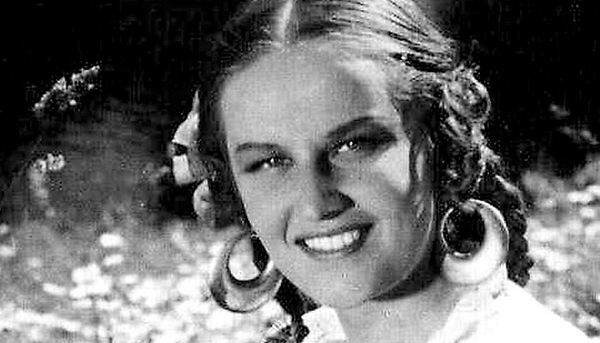
Assi Nortia

Assi Nortia (2 de septiembre de 1925 – 16 de enero de 1989) fue una actriz finlandesa.

## Biografía
Su verdadero nombre era Ida Astrid Feldmann, y nació en Víborg, en la actualidad parte de Rusia, siendo sus padres Adolf Voldemar Feldmann y Maria Elisabeth Ervlund.
Nortia estudió en la Academia Sibelius y en la escuela de la productora Suomen Filmiteollisuus en 1943–1945, siendo actriz de la compañía entre 1943 y 1947. Tras ello formó parte del coro de la Ópera de Finlandia desde 1949 a 1953, actuando también en el Kansanteatteri-Työväenteatteri de Helsinki entre 1953 y 1961, y en el Teatro de Tampere desde 1961 a 1963.
Nortia empezó su carrera cinematográfica en 1944, rodando su última cinta en 1961. Dos de sus películas más destacadas fueron Kaunis Veera eli Ballaadi Saimaalta (1950), Rion yö (1951) y Muhoksen Mimmi (1952). En la primera película rodada en color en Finlandia, Juha, interpretó a Anja. Además, en 1987 hizo un pequeño papel en la serie televisiva Vihreän kullan maa.
Assi Nortia falleció en Tampere, Finlandia, en el año 1989. Fue enterrada en el Cementerio de Hietaniemi de Helsinki. Se había casado en dos ocasiones, y tuvo dos hijos con Raimo Sarmas: Juha Matti Karjalainen (1946) y Sari Anneli Sarmas (1964).

## Filmografía
- 1944 : Miesmalli
- 1944 : Anja, tule kotiin
- 1945 : Suomisen Olli yllättää
- 1946 : Nuoruus sumussa
- 1950 : Kaunis Veera eli Ballaadi Saimaalta
- 1951 : Tytön huivi
- 1951 : Rion yö
- 1952 : Salakuljettajan laulu
- 1952 : Muhoksen Mimmi
- 1952 : Mitäs me taiteilijat
- 1952 : "Jees, olympialaiset", sanoi Ryhmy
- 1953 : Rantasalmen sulttaani
- 1955 : Veteraanin voitto
- 1956 : Juha
- 1958 : Pekka ja Pätkä Suezilla
- 1958 : Kulkurin masurkka
- 1959 : Kovaa peliä Pohjolassa
- 1960 : Kankkulan kaivolla
- 1961 : Tyttö ja hattu